# Royal Caribbean International
Royal Caribbean International è una compagnia di crociere norvegese-statunitense con sede a Miami, in Florida, posseduta da Royal Caribbean Group.
Con 42 navi in servizio sotto 5 differenti marchi e una nave attualmente in costruzione, controlla il 25,6% del mercato mondiale delle crociere. Dal 1991 tutte le navi hanno la desinenza "of the Seas" nel loro nome. La compagnia possiede le navi passeggeri più grandi del mondo, quelle della classe Oasis: Oasis of the Seas, Allure of the Seas, Harmony of the Seas, Symphony of the Seas e Wonder of the Seas. La Icon of the Seas è la nave da crociera più grande e lussuosa del mondo.
Queste navi hanno strappato il precedente primato mondiale alla Classe Freedom della medesima compagnia, la quale aveva a sua volta superato il record di una classe di navi della stessa compagnia, la Classe Voyager.
Il Royal Caribbean Group, che gestisce la società, è considerabile il gruppo di navi da crociera più grande al mondo che fa concorrenza solo con Carnival Corporation & plc.

## Storia della compagnia
Royal Caribbean Cruise Line fu fondata nel 1968 da Anders Wilhelmsen, I.M. Skaugen e Gotaas Larsen, tutte afferenti al mondo delle crociere in Norvegia. La prima nave, Song of Norway entrò in servizio due anni dopo. L'anno successivo la capacità della compagnia fu raddoppiata con l'aggiunta della Nordic Prince alla flotta. Continuando ad espandersi, fu inserita nel 1972 anche la Sun Viking. Dopo quattro anni di successi, la Song of Norway divenne la prima nave passeggeri a sottoporsi ad un processo di allungamento: venne inserita una sezione di 85 piedi (circa 26 m) al centro del vascello. Considerando il successo di questa procedura, anche la Nordic Prince fu allungata nel 1980. Royal Caribbean ottenne il riconoscimento globale nel 1982 quando lanciò la Song of America, due volte le dimensioni della Sun Viking e la terza nave passeggeri in servizio più grande al mondo (superata solo dalla Norway e dalla Queen Elizabeth 2).
Royal Caribbean innovò ulteriormente il settore quando, nel 1986, ottenne il controllo di un tratto di costa ad Haiti per usarla come una destinazione riservata ai propri clienti. Questo posto viene ora chiamato Labadee.
Dopo una ristrutturazione societaria nel 1988, la compagnia varò la Sovereign of the Seas, la più grande nave passeggeri esistente all'epoca. Due anni dopo, Empress of the Seas e Viking Serenade entrarono in servizio, continuando il trend di rapida crescita dell'azienda. Nello stesso anno, Royal Caribbean acquisì la sua seconda destinazione privata, Little Stirrup Cay, un'isola delle Bahamas, che fu ribattezzata "Coco Cay".
Monarch of the Seas, la seconda nave della classe Sovereign, entrò in servizio l'anno seguente. La terza, Majesty of the Seas, fu consegnata un anno dopo. Con una capacità di passeggeri di grandi dimensioni e il continuo ampliamento delle quote di mercato, Royal Caribbean entrò nel listino della New York Stock Exchange a partire dal 1993. Nei due anni successivi la compagnia attraverso un periodo di grande crescita: fu completata la sede principale a Miami, Florida e la Nordic Prince fu rimpiazzata da un nuovo vascello, la Legend of the Seas.
Gli anni successivi portarono ulteriori successi: due navi di classe Vision entrarono in servizio, la Splendour of the Seas e la Grandeur of the Seas. Inoltre, nel 1996, la compagnia finalizzò il contratto per la costruzione di navi da 130.000 tonnellate con la Aker Finnyards, in Finlandia. Nel 1997 la nave più vecchia, Song of Norway, fu venduta e due nuove navi di classe Vision entrarono in servizio, la Rhapsody of the Seas e la Enchantment of the Seas. Fu effettuata una fusione con la compagnia greca Celebrity Cruises e cambiò il nome da "Royal Caribbean Cruise Line" a "Royal Caribbean International". Nell'anno successivo, fu completata la transizione verso l'immagine di una compagnia estremamente moderna, quando le ultime due vecchie navi, Song of America e Sun Viking, furono ritirate. Nel 1998, Vision of the Seas entrò in servizio, ultimo esemplare della classe Vision.
Il 1999 fu l'anno della Voyager of the Seas, la nave più grande e moderna della compagnia, accompagnata da una grande attenzione da parte dei media. I due anni successivi video la consegna di un'altra nave di classe Voyager, la Explorer of the Seas, ed il primo esemplare di una classe ad impatto ambientale molto più basso, Radiance of the Seas così come l'introduzione di viaggi in Alaska, con l'uso di treni speciali che simulavano gli scenari di Alaska e Canada. Durante il varo della Adventure of the Seas, Royal Caribbean elargì un contributo di $50,000 al Twin Towers Relief fund.
Il 2002 vide il debutto della Navigator of the Seas e della Brilliance of the Seas, la seconda nave della classe Radiance. Serenade of the Seas e la Mariner of the Seas furono introdotte l'anno successivo e le pareti da arrampicata divennero un'attrazione standard su tutte le navi da crociera Royal Caribbean. Jewel of the Seas entrò in servizio nel 2004 e la nave Nordic Empress fu aggiornata e ribattezzata come Empress of the Seas, per essere poi venduta nel 2008 alla Pullmantur Cruises. I lavori per la Freedom of the Seas iniziarono nel 2005 ai cantieri Aker Finnyards, ed il vascello prese servizio l'anno successivo riconquistando il primato di nave passeggeri più grande al mondo. Sempre nello stesso anno, sottopose ad un massiccio rifacimento la Enchantment of the Seas, tagliando la nave in metà ed aggiungendo una sezione di 74 piedi (23 m).
Liberty of the Seas, la gemella di Freedom of the Seas venne varata nel 2007 e la Independence of the Seas fu consegnata nel 2008. Una classe di navi ancora più grandi, Oasis, vide la luce fra il 2009 ed il 2010 grazie al varo di due navi: l'Oasis of the Seas e la Allure of the Seas.
A partire dal 2012, in totale 12 navi della Royal Caribbean navigheranno in Europa: Serenade of the Seas avrà come base Barcellona per escursioni nel mediterraneo, Brilliance of the Seas avrà base ad Amsterdam e Copenaghen per una nuova serie di crociere nei paesi nordici, nei fiordi norvegesi e a Capo Nord. La Jewel of the Seas continuerà le sue crociere nel Baltico, offrendo però anche nuove destinazioni verso Norvegia ed Islanda.
Altre navi presenti in Europa sono Liberty of the Seas, Independence of the Seas, Navigator of the Seas, Adventure of the Seas, Voyager of the Seas, Grandeur of the Seas e Splendour of the Seas (tutte nel Mediterraneo), così come Vision of the Seas che coprirà alcune destinazioni nel Mediterraneo e nell'Europa del Nord. Per il secondo anno, la Mariner of the Seas non effettuerà crociere nel Mediterraneo.

## Flotta
La sua flotta, comprendente un totale di 28 unità in servizio, è composta dalle seguenti navi:
| Nave                     | Immagine | Classe        | Bandiera | Stazza (GT) | Lunghezza (m) | Ponti | Passeggeri massimi                             | Velocità di crociera (Nodi) | Anno             | Cantiere                                  |
| ------------------------ | -------- | ------------- | -------- | ----------- | ------------- | ----- | ---------------------------------------------- | --------------------------- | ---------------- | ----------------------------------------- |
| Grandeur of the Seas     |          | Vision        |          | 73.817      | 279           | 14    | 2440                                           | 22                          | 14 dicembre 1996 | Kvaerner Masa-Yards (Helsinki)            |
| Rhapsody of the Seas     |          | Vision        |          | 78.491      | 279           | 14    | 2416                                           | 22                          | 19 marzo 1997    | Chantiers de l'Atlantique (Saint-Nazaire) |
| Enchantment of the Seas  |          | Vision        |          | 82.910      | 301           | 14    | 2730                                           | 22                          | 13 luglio 1997   | Kvaerner Masa-Yards (Helsinki)            |
| Vision of the Seas       |          | Vision        |          | 78.340      | 279           | 14    | 2416                                           | 22                          | 2 maggio 1998    | Chantiers de l'Atlantique (Saint-Nazaire) |
| Voyager of the Seas      |          | Voyager       |          | 137.276     | 293           | 15    | 3840                                           | 22                          | 21 novembre 1999 | Kvaerner Masa-Yards (Turku)               |
| Explorer of the Seas     |          | Voyager       |          | 137.276     | 293           | 15    | 3840                                           | 22                          | 28 ottobre 2000  | Kvaerner Masa-Yards (Turku)               |
| Radiance of the Seas     |          | Radiance      |          | 90.090      | 293           | 13    | 2502                                           | 22                          | 10 marzo 2001    | Meyer Werft (Papenburg)                   |
| Adventure of the Seas    |          | Voyager       |          | 137.376     | 293           | 15    | 3807                                           | 22                          | 18 novembre 2001 | Kvaerner Masa-Yards (Turku)               |
| Brillance of the Seas    |          | Radiance      |          | 90.090      | 293           | 13    | 2502                                           | 22                          | 19 luglio 2002   | Meyer Werft (Papenburg)                   |
| Navigator of the Seas    |          | Voyager       |          | 138.279     | 311           | 15    | 3807                                           | 22                          | 14 dicembre 2002 | Kvaerner Masa-Yards (Turku)               |
| Serenade of the Seas     |          | Radiance      |          | 90.090      | 293           | 13    | 2502                                           | 22                          | 1º agosto 2003   | Meyer Werft (Papenburg)                   |
| Mariner of the Seas      |          | Voyager       |          | 138.279     | 311           | 15    | 3807                                           | 22                          | 16 novembre 2003 | Kvaerner Masa-Yards (Turku)               |
| Jewel of the Seas        |          | Radiance      |          | 90.090      | 293           | 13    | 2502                                           | 22                          | 8 maggio 2004    | Meyer Werft (Papenburg)                   |
| Freedom of the Seas      |          | Freedom       |          | 154.407     | 339           | 15    | 4375                                           | 21,6                        | 4 giugno 2006    | Aker Yards (Turku)                        |
| Liberty of the Seas      |          | Freedom       |          | 154.407     | 339           | 15    | 4375                                           | 21,6                        | 19 maggio 2007   | Aker Yards (Turku)                        |
| Independence of the Seas |          | Freedom       |          | 154.407     | 339           | 15    | 4375                                           | 21,6                        | 2 maggio 2008    | Aker Yards (Turku)                        |
| Oasis of the Seas        |          | Oasis         |          | 225.282     | 362           | 18    | 6360                                           | 22                          | 5 dicembre 2009  | STX Europe (Turku)                        |
| Allure of the Seas       |          | Oasis         |          | 225.282     | 362           | 18    | 6360                                           | 22                          | 1º dicembre 2010 | STX Europe (Turku)                        |
| Quantum of the Seas      |          | Quantum       |          | 167.800     | 348           | 16    | 4180                                           | 22                          | 31 ottobre 2014  | Meyer Werft (Papenburg)                   |
| Anthem of the Seas       |          | Quantum       |          | 167.800     | 348           | 16    | 4180                                           | 22                          | 20 aprile 2015   | Meyer Werft (Papenburg)                   |
| Ovation of the Seas      |          | Quantum       |          | 167.800     | 348           | 16    | 4180                                           | 22                          | 14 aprile 2016   | Meyer Werft (Papenburg)                   |
| Harmony of the Seas      |          | Oasis         |          | 227.700     | 365           | 18    | 6360                                           | 22                          | 20 maggio 2016   | STX France (Saint-Nazaire)                |
| Symphony of the Seas     |          | Oasis         |          | 227.700     | 365           | 18    | 6360                                           | 22                          | 31 marzo 2018    | STX France (Saint-Nazaire)                |
| Spectrum of the Seas     |          | Ultra Quantum |          | 169.379     | 348           | 16    | 4246                                           | 22                          | 11 aprile 2019   | Meyer Werft (Papenburg)                   |
| Odyssey of the Seas      |          | Ultra Quantum |          | 169.379     | 348           | 16    | 4246                                           | 22                          | 31 marzo 2021    | Meyer Werft (Papenburg)                   |
| Wonder of the Seas       |          | Oasis         |          | 236.857     | 365           | 18    | 6988                                           | 22                          | 4 marzo 2022     | STX France (Saint-Nazaire)                |
| Icon of the Seas         |          | Icon          |          | 250.800     | 365           | 20    | 7600                                           | 22,14                       | 27 gennaio 2024  | Meyer Turku (Turku)                       |
| Utopia of the Seas       |          | Oasis         |          | 230.000     | 365           | 18    | Sesta unità di classe Oasis (alimentata a GNL) |                             | Luglio 2024      | Chantiers de l'Atlantique (Saint-Nazaire) |

### In costruzione
| Nave                  | Anno di consegna | Classe | Stato          | Stazza  | Passeggeri massimi | Costruttore         | Note                                             |
| --------------------- | ---------------- | ------ | -------------- | ------- | ------------------ | ------------------- | ------------------------------------------------ |
| Star of the Seas      | 2025             | Icon   | In costruzione | 200.000 | 5.610              | Meyer Turku (Turku) | Seconda unità di classe Icon (alimentata a GNL)  |
| Legend of the Seas    | 2026             | Icon   | In costruzione | 200.000 |                    | Meyer Turku (Turku) | Terza unità di classe Icon (alimentata a GNL)    |
| Sovereign of The Seas | 2028             | Oasis  | Pianificato    | 236.857 | 6.296              |                     | Settima Unità Di Classe Oasis (Alimentata A GNL) |

### Flotta del passato
| Nome                  | Classe          | Anno di costruzione | Durata del servizio per Royal Caribbean International | Stato attuale                                                                                    | Stazza (t.s.l.) |
| --------------------- | --------------- | ------------------- | ----------------------------------------------------- | ------------------------------------------------------------------------------------------------ | --------------- |
| Song of Norway        | Song of Norway  | 1971                | 1970-1997                                             | Demolita nel 2013                                                                                | 22.945          |
| Nordic Prince         | Song of Norway  | 1972                | 1971-1995                                             | Demolita nel 2015                                                                                | 23.149          |
| Sun Viking            | Song of Norway  | 1973                | 1972-1998                                             | Trasformata in casinò galleggiante con il nome Oriental Dragon per Oceanic Group Intl.           | 21.000          |
| Song of America       | Song of America | 1982                | 1982-1999                                             | Venduta a Celestyal Cruises come Celestyal Olympia (Venduta Per La Demolizione Ad Alang) (India) | 37.534          |
| Viking Serenade       |                 | 1982                | 1990–2002                                             | Demolita nel 2018                                                                                | 40.171          |
| Sovereign of the Seas | Sovereign       | 1987                | 1988–2008                                             | Venduta a Pullmantur Cruises con il nome Sovereign e demolita nel 2020                           | 73.192          |
| Monarch of the Seas   | Sovereign       | 1991                | 1991–2013                                             | Venduta a Pullmantur Cruises come Monarch e demolita nel 2020                                    | 73.192          |
| Splendour of the Seas | Vision          | 1996                | 1996–2016                                             | Venduta a Marella Cruises con il nome Marella Discovery                                          | 63.130          |
| Legend of the Seas    | Vision          | 1995                | 1995–2017                                             | Venduta a Marella Cruises con il nome Marella Discovery 2                                        | 63.130          |
| Empress of the Seas   | Empress         | 1990                | 1990-2020                                             |                                                                                                  | 48.563          |
| Majesty of the Seas   | Sovereign       | 1992                | 1992-2020                                             |                                                                                                  | 73.941          |